# Pandémie de Covid-19 en Bretagne
Cet article présente la situation en ce qui concerne la pandémie de maladie à coronavirus de 2019-2020 (COVID-19) en Bretagne.

## Statistiques

### Nouveaux cas quotidiens
| Nouveaux cas quotidiens de COVID-19 déclarés en Bretagne                                                               | 0 |  |
| Pour des raisons techniques, il est temporairement impossible d'afficher le graphique qui aurait dû être présenté ici. |   |  |

### Statistiques par départements
| Région/Territoire | Département     | Nombre de         | Nombre de | Nombre de                          | Nombre de | Nombre de                          | Nombre de |
| Région/Territoire | Département     | Population (2017) | Cas       | Décès au 15 avril[réf. nécessaire] | ‰         | Hosp. au 15 avril[réf. nécessaire] | ‰         |
| ----------------- | --------------- | ----------------- | --------- | ---------------------------------- | --------- | ---------------------------------- | --------- |
| Région Bretagne   | Côtes-d'Armor   | 598 953           | 1 677     | 22                                 | 0,04      | 75                                 | 0,12      |
| Région Bretagne   | Finistère       | 909 028           | 1 677     | 20                                 | 0,02      | 115                                | 0,13      |
| Région Bretagne   | Ille-et-Vilaine | 1 051 779         | 1 677     | 48                                 | 0,05      | 196                                | 0,17      |
| Région Bretagne   | Morbihan        | 750 863           | 1 677     | 69                                 | 0,09      | 118                                | 0,17      |

## Mesures locales

### Morbihan
Deux communiqués de la préfecture du Morbihan sont rendus publics le 2 mars 2021 : 
- le premier est un arrêté pris le 1er mars par le préfet du Morbihan interdisant « les rassemblements collectifs, de quelle que nature que ce soit » dans l'ensemble du département jusqu'au 14 mars[3] ;

- le second, publié vers 21 h 45, allège en partie les mesures de restriction. À la suite de ce changement, le préfet du Morbihan réfute avoir reçu des pressions[4].

L'arrêté du 1er mars est abrogé et remplacé le 4 mars par deux autres, limitant l'interdiction aux rassemblements « impliquant une promiscuité prolongée des personnes favorisant la transmission du virus » (écoles, marchés, piscines, etc.), dans les foyers épidémiques et en dehors. Ce second arrêté est abrogé le 5 mars, les rassemblements inférieurs à 5 000 personnes sont alors de nouveau autorisés dans les communes hors foyers épidémiques, avant de passer à 1 000 personnes, comme dans toute la France, le 8 mars.